# Kattenstamboekvereniging

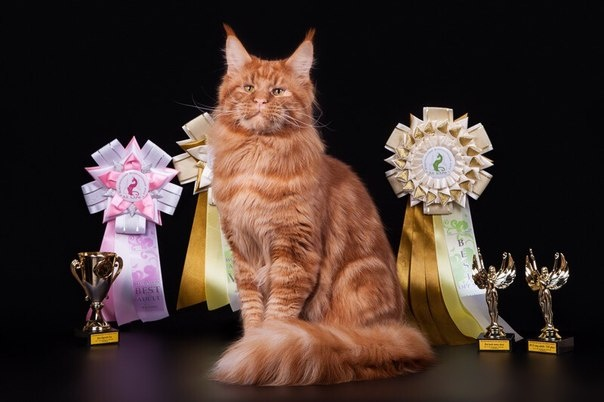
Meervoudig prijswinnaar met zijn prijzen op een kattententoonstelling, een rode klassieke cyper Maine Coon

Een kattenstamboekvereniging is een organisatie die de stamboeken van raskatten voert. Hierbij worden de gegevens van de katten samen met die van hun bloedlijnen geregistreerd, voornamelijk voor het volgen en behouden van gezonde foklijnen binnen het ras. In dit stamboekregister worden de genealogische stambomen (afstamming), cattery-namen van de fokkers, gezondheidsverklaring van ouderkatten en andere details van de raskatten opgenomen.
Een kattenstamboekvereniging is niet hetzelfde als een raskattenvereniging; dit laatste is namelijk een organisatie die weer is aangesloten bij één of meer kattenstamboekverenigingen en waarbij men zich als kattenfokker of -eigenaar kan aansluiten. Raskattenverenigingen voeren zelf geen stamboeken.

## Varianten
Stamboekverenigingen kunnen verschillende vormen van organisatie hebben. Sommige stamboekverenigingen bedienen alleen fokkers, terwijl andere ook gericht zijn op eigenaren van gezelschapsdieren en zowel voor particulieren als fokkers lidmaatschappen aanbieden. Dan is er nog een laatste vorm, waarbij de stamboekvereniging als overkoepeld orgaan dient en alleen gericht is op rasverenigingen, of zelfs alleen op andere stamboek-onderverenigingen.

## Voorbeeldtaken
Voorbeelden van enkele taken van een kattenstamboekvereniging zijn:
- Bijhouden van de stamboeken of afstammingsbewijzen van raskatten, oftewel het voeren van een eigen stamboek.
- Opstellen van lijsten met dekkaters van erkende kattenrassen. Eventueel ook de bemiddeling in contact tussen fokkers over deze dekkaters.[6][7]
- Plaatsen van kittens en herplaatsen van fokkatten van leden.
- Opstellen van een eigen reglement omtrent de stamboeken, het fokken van en tussen raskatten en het erkennen van rassen.
- Opstellen van formele rasstandaarden, op basis waarvan een keurmeester op kattenshows de raskat keurt.
- Opstellen van lijsten van erkende keurmeesters, die gekwalificeerd zijn om te keuren op shows. Eventueel ook het aanbieden van de opleiding voor keurmeester. In Nederland worden keurmeesters opgeleid bij het Nederlands Onafhankelijk Kattenkeurmeestersgilde (NOK).[8]
- Organiseren van kattenshows of -tentoonstellingen en andere evenementen voor leden, zoals algemene ledenvergaderingen.
- Bemiddelen in contact tussen onderverenigingen als overkoepelend orgaan.
- Delen van informatie over kattenrassen.

## Lijst met kattenstamboekverenigingen

### Wereldwijd overkoepelend orgaan
Wereldwijd zijn de internationale organisaties aangesloten bij een overkoepelend orgaan, welke zelf geen rasstandaarden uitgeeft of stamboeken voert. Deze is alleen gericht op de communicatie tussen de aangesloten internationale organisaties.
- World Cat Congress (WCC) – wereldwijd overkoepelend orgaan

### Internationaal overkoepelend orgaan
Wereldwijd zijn de nationale stamboekverenigingen aangesloten bij internationaal overkoepelende organen.
- Cat Fanciers' Association (CFA) – afkomstig uit de Verenigde Staten
- Fédération Internationale Féline (FIFe) – Europese stamboekvereniging, tevens in Centraal- en Zuid-Amerika en Azië[9]
- The International Cat Association (TICA) – erkent het grootste aantal kattenrassen, afkomstig uit de Verenigde Staten
- World Cat Federation (WCF) – afkomstig uit Duitsland

### Nationaal Nederland en België (Vlaanderen)
In Nederland zijn er 9 kattenstamboekverenigingen, welke vaak weer zijn aangesloten bij overkoepelende (inter)nationale organisaties. De Federatie Nederlandse Kattenverenigingen (FNK) is de overkoepelende nationale organisatie van Nederlandse kattenstamboekverenigingen. In België is er geen nationaal overkoepelend orgaan, maar zijn veel stamboekvoerende verenigingen aangesloten bij een internationale organisatie. Veel Belgische en Nederlandse stamboekvoerende verenigingen laten leden toe uit beide landen en voeren ook stamboeken voor raskatten van al deze leden. Het komt veel voor dat deze kattenverenigingen onder zich weer rasverenigingen/clubs en werkgroepen hebben, welke zijn gericht op één specifiek ras of categorie aan rassen (bv. naaktkatten, langharige katten etc.). Ook bestaan er onafhankelijke rasverenigingen en werkgroepen/verenigingen, met of zonder samenwerkingsverband tussen België en Nederland. Deze voeren zelf geen stamboeken.
| Naam                                                                   | Aangesloten bij                |
| Nederland                                                              | Nederland                      |
| ---------------------------------------------------------------------- | ------------------------------ |
| Federatie Nederlandse Kattenverenigingen (FNK)                         | nationaal overkoepelend orgaan |
| Mundikat                                                               | FIFe                           |
| Nederlandse vereniging van Fokkers en Liefhebbers van Katten (Felikat) | FIFe                           |
| Limburg-Brabant Cattery Club, of kortweg Limbra Cat Club (LCC)         | FNK                            |
| Nederlandse Kattenfokkers Vereniging (NKFV)                            | FNK                            |
| Nederlandse Raskatten Vereniging (NRKV)                                | FNK                            |
| Nederlandse Vereniging van Kattevrienden (NVvK)                        | FNK                            |
| Cats and Tulips (CaT)                                                  | TICA                           |
| Sociëteit van Kattenliefhebbers Neocat (Neocat)                        | Nergens                        |
| Nederlandse LanghaarKatten Vereniging (NLKV)                           | Nergens                        |
| België (Vlaanderen)                                                    |                                |
| Felis Belgica (FBe)                                                    | FIFe                           |
| Belgian Cat Lovers (BCL)                                               | TICA                           |
| Belgian TICA Friends (BTF)                                             | TICA                           |
| Be TICACats Club (BTCC)                                                | TICA                           |
| Belgische Raskatten Vereniging (BRKV)                                  | WCF                            |
| Organisation Féline Belge (OFB)                                        | WCF                            |
| Belgian Cat Fanciers (BCF)                                             | Nergens                        |
| Belgische Kattenliefhebbers Vereniging ‘94 (BKV 94)                    | Nergens                        |
| Koninklijke Maatschappij De Vrienden der Kat (DVDK)                    | Nergens                        |

### Voorbeelden van nationale organisaties wereldwijd
- American Association of Cat Enthusiasts (AACE) – Verenigde Staten (opgeheven[13])
- American Cat Association (ACA) – Verenigde Staten
- American Cat Fanciers Association (ACFA) – Verenigde Staten
- Australian Cat Federation (ACF) – Australië
- Asociacion Felina Espanola (ASFE) – Spanje
- Canadian Cat Association / Association Féline Canadienne (CCA-AFC) – Canada
- Cat Aficionado Association (CAA) – China
- Cat Federation of South Africa (CFSA) – Zuid-Afrika
- Chats Canada Cats (CCC) – Canada
- Co-Ordinating Cat Council of Australia (CCCA) – Australië
- Emirates Feline Federation (EFF) – Verenigde Arabische Emiraten
- Federazione Italiana Associazioni Feline (FIAF) – Italië
- Governing Council of the Cat Fancy (GCCF) – Verenigd Koninkrijk
- Livre Officiel des Origines Félines (LOOF) – Frankrijk
- New Zealand Cat Fancy (NZCF) – Nieuw-Zeeland
- Southern Africa Cat Council (SACC of TSACC) – Zuid-Afrika